# Han Wendi
Han Wendi was keizer van China van 180 v.Chr. tot 157 v.Chr., uit de Han-dynastie. Hij leefde van 202 v.Chr. tot 157 v.Chr.. Zijn persoonlijke naam was Liu Heng.
Liu Heng was een zoon van Han Gaozu en diens concubine Consorte Bo, de latere Keizerin-weduwe. Toen Han Gaozu een opstand in Dai neersloeg, maakte hij Liu Heng de Prins van Dai.
Na de dood van zijn vader kwam zijn halfbroer Liu Ying op de troon, als Han Huidi. Huidi`s moeder, Keizerin-weduwe Lu kreeg erg veel invloed op het bestuur en begon jacht te maken op de andere zonen van Han Gaozu, Prins Heng bleef echter buiten schot. Na de dood van Huidi, werd Keizerin-weduwe Lu regentes voor achtereenvolgens twee van Huidi`s zonen, eerst Han Qianshaodi en dan Han Houshaodi. Nadat Keizerin-weduwe Lu in 180 v.Chr. gestorven was bleef de macht van Han Houshaodi zeer klein en nam de Lu clan grotendeels de macht van de Liu clan over. Hierop begonnen een hoop ambtenaren en de drie overlevende zonen van Han Gaozu, waaronder Prins Heng, een samenzwering tegen de Lu clan. Ze slaagden erin om de Lu clan uit te moorden en Han Houshaodi af te zetten, waarna hij vermoord werd. De ambtenaren en Han Gaozu`s zonen wezen eensgezind Prins Heng aan als nieuwe keizer omdat zijn moeder Consorte Bo de enige was zonder machtige familie en haar familie bekendstond om hun menselijkheid en zuinigheid.
Han Wendi bleek als keizer een sterk bestuurder met goede capaciteiten te zijn. Zijn vier voorgangers hadden allemaal een zuinig en vredelievend bewind gevoerd, waardoor het rijk zich had kunnen herstellen van de crisis voor de stichting van de Han-dynastie, maar de intriges van de Lu clan hadden wel voor politieke instabiliteit gezorgd. Wendi slaagde er echter in om een eind te maken aan de intriges en machtsconflicten en liet het confucianisme de basis leggen voor een sterk, wijs en stabiel bestuur. Beïnvloed door zijn vrouw Keizerin Dou gebruikte hij echter ook veel Taoïstische idealen bij zijn bestuur. Hij raadpleegde en overlegde altijd met zijn ministers als hij beslissingen nam en hij beperkte de overheidsuitgaven nog meer.
De economie bloeide weer sterk op tijdens zijn regering. Hij verlaagde alle belastingen tot een minimum, stimuleerde de landbouw en ambachten en herstelde de handelaren in eer die door zijn voorgangers slecht behandeld waren. Er werden graanschuren volgepropt voor slechtere tijden en er was zo`n overvloed dat een deel van het graan zelfs wegrotte. In 168 v.Chr verliep alles zo goed, dat Wendi vrijwel alle belastingen op productie afschafte. De belastingen op bezit werden tot ongeveer 1.67 % verlaagd.
In 165 v.Chr. kwam hij met de belangrijke beslissing dat ambtenaren voor hun beroep speciale examens moesten doen. Tot dan toe waren ambtenaren door lokale bestuurders gekozen op basis van reputatie en capaciteiten. Hierbij werd echter vaak subjectief gekozen.
Wendi stierf in 157 v.Chr.. Hij werd opgevolgd door zijn zoon Han Jingdi en de vreedzame opvolging van vader op zoon bracht nog meer vertrouwen in de Han-dynastie. Jingdi leek erg op zijn vader en was een zeer goed bestuurder. Hun regeringen staan samen bekend als de regeringen van Wen en Jing. Na hun regeringen kwam het hoogtepunt van de Han-dynastie onder Wendi`s kleinzoon Han Wudi.

## Jeugd en loopbaan als Prins van Dai
Wendi werd in 202 v.Chr. geboren als Liu Heng, als zoon van Han Gaozu en diens concubine Consorte Bo. Toen hij jong was groeide hij op aan het hof in een wereld van luxe, stabiliteit en goede verzorging. Toen zijn vader in 196 v.Chr. de Chen Xi opstand neersloeg in de Dai regio, maakte hij Prins Heng tot Prins van Dai. Han Gaozu stichtte het prinsdom met het plan Xion plunderingen tegen te gaan en in het eerste jaar dat het prinsdom bestond bleef Chen, die verslagen was, maar aan gevangenneming had weten te ontkomen, een bedreiging tot hij in de herfst van 195 v.Chr. verslagen en gedood werd in een veldslag door Zhou Bo. Onduidelijk is of de op dat moment zeven jaar oude Prins Heng al in Dai was. Waarschijnlijk was hij dit wel, omdat zijn broer Liu Ruyi de enige lijkt te zijn geweest die in de hoofdstad Chang`an was gebleven; de andere prinsen waren allemaal naar hun prinsdom gestuurd.
In 181 v.Chr. toen Prins Heng`s broer, Liu Hui van Zhao zelfmoord had gepleegd wegens zijn conflicten met Groot Keizerin-weduwe Lu, die op dat moment het gehele bestuur in haar macht had, kreeg van haar het aanbod om de nieuwe prins van Zhao te worden. Prins Heng die echter door had dat ze haar neef Lu Lu in werkelijkheid prins wilde maken, wees dit beleefd af en zei, dat hij liever in de buurt van de grenzen bleef. De Groot Keizerin-weduwe maakte toen Lu Lu tot Prins van Zhao.
Tijdens deze jaren werd het Prinsdom Dai een belangrijk gebied bij de verdediging tegen de Xion Nu en Prins Heng deed een hoop ervaring op als militair en verkreeg veel kennis over de kleding en strategieën van de Xion Nu. Zijn precieze rol in de conflicten is echter onbekend.

## Troonsbestijging
Toen Prins Heng nog maar zeven jaar oud was, stierf zijn vader Han Gaozu en besteeg zijn halfbroer Prins Ying als Han Huidi de troon. De vrouw van Han Gaozu en moeder van Han Huidi, Keizerin-weduwe Lu, kreeg vrijwel alle macht over het bestuur. Na Huidi`s dood in 188 v.Chr. plaatste ze eerst diens zoon Liu Gong als Han Qianshaodi op de troon. Han Qianshaodi kreeg in 184 v.Chr. het idee dat hij niet echt een zoon van Huidi was en dat zijn moeder door Groot Keizerin-weduwe Lu ter dood was gebracht. Hij maakte de grote fout om te zweren dat als hij volwassen was ze hiervoor zou boeten. Groot Keizerin-weduwe Lu sloot hem hierop in het geheim op in het paleis en zei tegen alle ambtenaren dat hij ernstig ziek was en niemand kon ontvangen. Een tijdje later zei ze tegen een aantal ambtenaren dat hij ziek bleef en ook last had gekregen van psychoses en dat hij daarom het beste afgezet en vervangen kon worden. De ambtenaren vervulden haar wens en Qianshaodi werd afgezet en gedood. Hierop plaatste ze even een andere zoon van Huidi, genaamd Liu Hong, op de troon als Han Houshaodi. Van 188 v.Chr. tot 180 v.Chr. tijdens de regeringen van Han Qianshaodi en Han Houshaodi nam Groot Keizerin-weduwe Lu alle beslissingen en beheerste de Lu clan de gehele politiek. Dit riep grote ontevredenheid op bij de drie overlevende zonen van Han Gaozu en een hoop ambtenaren. Na de dood van Groot Keizerin-weduwe Lu in 180 v.Chr. werd er een samenzwering opgezet, geleid door de drie zonen van Han Gaozu die nog leefden, waaronder Prins Heng. Ze slaagden erin om de Lu clan uit te moorden en Houshaodi, waarvan ze zeiden dat hij niet eens een zoon was van Huidi, af te zetten en te doden. Prins Heng die op dat moment tweeëntwintig was, werd unaniem tot keizer verkozen door de ambtenaren en zijn halfbroers, omdat zijn moeder, Consorte Bo, geen machtige familie had. Deze eensgezinde lijn over de opvolging leidde tot sterke politieke stabiliteit. Prins Heng besteeg de troon als Keizer Wen, postuum Han Wendi genoemd.

## Vroege regering
Wendi bleek een sterke keizer te zijn, die zijn best deed het rijk goed te regeren en bezorgd was om zijn volk. Hij hanteerde het confucianisme als basis voor een wijs bestuur, maar sterk beïnvloed door zijn vrouw, Keizerin Dou, die taoïstisch was, gebruikte hij ook veel taoïstische idealen voor zijn bestuur; hij verlaagde onder meer de overheidsuitgaven en de belastingen, bemoeide zich weinig met het volk en hanteerde niet al te strenge wetten. In zijn persoonlijke leven was Wendi zeer zuinig en vergevingsgezind. Hij was zeer openhartig tegenover Zhou Bo, Chen Ping en Guan Ying, die vaak met hem overlegden en meebeslisten over staatszaken, en de posities van eerste ministers bekleedden. Een aantal voorbeelden van Wendi's vergevingsgezindheid en zijn bezorgdheid om zijn volk zijn:
- In 179 v.Chr. schrapte hij de wet die de arrestatie en gevangenneming toestond van ouders, vrouwen, vrienden en andere familieleden van mensen die veroordeeld waren wegens verraad.
- In 179 v.Chr. stichtte hij een overheidsprogramma voor hulpverlening aan mensen in nood. Uitkeringen en vrijstellingen van belasting werden toegekend aan weduwen, weduwnaren, wezen en bejaarden zonder kinderen. Hij liet ook maandelijks wijn, rijst en vlees verstrekken aan mensen boven de tachtig en hij zorgde ervoor dat mensen boven de negentig ook kleding en katoen kregen.
- In 179 v.Chr. sloot hij vrede met Nanyue waarvan de koning, Zhuo Tuo, door een economische boycot Keizerin-weduwe Lü had beledigd en die ook problemen had veroorzaakt in een aantal provincies. Wendi schreef een nederige maar zelfverzekerde brief, waarin hij een waardige vrede aanbood.
- In 178 v.Chr. was er een zonsverduistering,(wat toen gezien werd als een teken van goddelijke ontevredenheid), en Wendi gaf aan zijn ambtenaren de opdracht hem eerlijke kritiek te leveren geven en capabele mensen aan te bevelen voor belangrijke overheidsposten. Hij trachtte ook belastingverplichtingen en dwangarbeid te verminderen.
- In 179 v.Chr.,( toen Wendi blijkbaar werd beïnvloed door de theorie van chanrang), dacht hij dat het misschien beter was de troon aan de meest wijze persoon in het rijk af te staan of aan zijn oom Liu Jiao, de Prins van Chu, of zijn neef, Liu Pi, de Prins van Wu, of aan zijn jongere broer, Liu Chang. Na enige aarzeling benoemde hij zijn oudste zoon Liu Qi tot kroonprins en diens moeder consorte Dou tot keizerin. Naast Keizerin Dou was consorte Sheng ook een van Wendi`s favorieten. Ondanks deze bevoorrechte positie droeg ze echter nooit dure ontwerpen voor jurken om geld te besparen.

Tijdens zijn vroege regering was Wendi vaak onder de indruk van aanbevelingen van een jonge ambtenaar genaamd Jia Yi. Door tegenwerking van oude ambtenaren kreeg hij echter geen hoge positie, maar werd hij bij toerbeurt leraar van de verschillende keizerlijke prinsen. Jia Yi stelde voor dat de prinsdommen die door zijlijnen van de dynastie geregeerd werden, verder zouden worden opgedeeld. Wendi vond dit een goed plan, maar durfde het niet helemaal in de praktijk uit te voeren, wat de latere Opstand der zeven staten onder Han Jingdi wellicht had kunnen voorkomen.

## Middelste regering
In 176 v.Chr. vond een van de mindere gebeurtenissen uit Wendi`s regering plaats. Zhou Bo die erg belangrijk was geweest bij Wendi`s troonsbestijging werd vals beschuldigd van verraad. In plaats van een uitgebreid onderzoek in te stellen liet Wendi hem meteen arresteren en veroordelen. Alleen dankzij de tussenkomst van zijn moeder Keizerin-weduwe Bo en zijn dochter Prinses Changping,(Zhou`s schoondochter), werd Zhou vrijgelaten en de aanklacht verworpen.
In 175 v.Chr., ondanks de tegenwerpingen van Jia Yi, vaardigde Wendi een wet uit die iedereen toestond om munten te slaan uit koper en tin. De mensen die het meeste van deze politiek profiteerden, waren de mensen die veel koper bezaten waaronder de hofambtenaar Deng Tong, die een grote kopermijn had gekregen van Wendi in Yandao en Liu Pi, de Prins van Wu, wiens prinsdom ook grote kopermijnen bezat.
In 174 v.Chr. vond er een belangrijk incident plaats waar Wendi`s enige overlevende broer, Liu Chang, de Prins van Huainan, bij betrokken was. Wendi had een zeer goede band met hem en strafte hem niet voor het gebruik van stijlen en ceremoniën die alleen voor gebruik door keizers bedoeld waren. Ondanks dat het inging tegen de keizerlijke wetten, voerde Liu Chang eigen wetten uit in zijn prinsdom en stelde hij ook zijn eigen ministers aan. Hij liet ook executies uitvoeren en verleende titels aan zijn burgers, dingen die alleen de keizer mocht doen. Wendi vergaf hem telkens voor zijn slechte gedrag, waaronder het doden van Shen Yiji, de Markies van Piyang, maar raakte uiteindelijk toch zeer geïrriteerd. Hij vroeg zijn oom Bo Zhao een brief te schrijven aan Prins Chang, zodat die zijn gedrag zou aanpassen. In plaats daarvan voelde Prins Chang zich beledigd en plande hij een opstand. Toen de samenzwering ontdekt werd ontnam Wendi Prins Chang zijn titel en verbande hem naar Yandao, met de bedoeling hem een lesje te leren en hem later weer terug te roepen. Onderweg stierf Prins Chang echter, waarschijnlijk door zelfmoord. Toen Wendi in 172 v.Chr. nog steeds zijn broer miste en om diens dood rouwde, benoemde hij zijn zonen Liu An, Liu Bo, Liu Ci en Liu Liang, tot markies, alweer tegen Jia Yi`s adviezen in.
Ook toen de Xiongnu`s nieuwe Chanyu Laoshang aan de macht kwam, in 174 v.Chr., bleef Wendi de vredelievende politiek van het uithuwelijken van prinsessen, handhaven.
In 170 v.Chr. doodde Wendi`s oom, Bo Zhao, die erg belangrijk was geweest bij het vormen van Wendi`s bestuur, een keizerlijke boodschapper. Wendi dwong hem hierop zelfmoord te plegen. Dit had veel kritiek van historici tot gevolg. Zij vonden namelijk dat Wendi Bo Zhao`s macht veel eerder had moeten inperken en op deze manier diens leven had kunnen redden.
In 169 v.Chr. kwam Chao Cuo, die op dat moment een lage ambtenaar was, met een aantal voorstellen over hoe ze de Xion Nu het beste konden bestrijden. Wendi was erg onder de indruk en maakte hem lid van Kroonprins Qi`s huishouden. Op Chao`s voorstel maakte Wendi in 168 v.Chr. bekend dat iedereen die voedsel wilde leveren aan de noordelijke verdediging tegen de Xion Nu  belangrijke titels kon ontvangen of kon worden vrijgesproken van misdaden.
In 167 v.Chr. maakte Wendi een einde aan de lijfstraffen van het afhakken van een voet of neus en verving het door slagen. Deze straf zou nooit meer opnieuw ingevoerd worden als strafrechtelijke maatregel gedurende de rest van de Chinese geschiedenis. In werkelijkheid had de maatregel echter meer doden tot gevolg en in 156 v.Chr. werd het aantal slagen verder verminderd door Han Jingdi.
Aan de stilte aan het front kwam een einde toen onder de krachtige leiding van Lao-shang (174 -161), de Xiong Nu in 166 v.Chr. hun militaire campagnes tegen de Chinezen hervatten, dit op advies van een overgelopen Chinese eunuch. Lao-shang zakte met zijn horden af tot in de nabijheid van de Chinese hoofdstad, maar nadat hij zich tactisch had teruggetrokken voor de numerieke Chinese overmacht sloot hij een gunstig verdrag met de Chinese keizer, waarin de Chinezen de heerschappij van de Xiong Nu erkenden over het gehele gebied ten noorden van de Grote Muur, m.a.w. Mantsjoerije, Mongolië, Dzjoengarije en Kashgarië. Bovendien bepaalde het verdrag dat de Chinezen ieder jaar brokaat, zijde en rijst zouden sturen naar de Xiong Nu-heerser, hetgeen erop neerkwam dat de Chinezen schatplicht betaalden aan hun barbaarse noorderburen.
In 165 v.Chr. ging het zo goed met de economie dat Wendi vrijwel alle belastingen op productie afschafte.

## Late regering
Laat in zijn regering werd Wendi bijgelovig en hij ging op zoek naar bovennatuurlijke gebeurtenissen. In 165 v.Chr. liet hij op aandringen van de magicus Xinyuan Ping, een tempel ter ere van vijf goden bouwen op de oever van de Wei rivier. Hij promoveerde Xinuan toen en beloonde hem met veel schatten. Op Xinyuan`s suggestie gaf Wendi ook opdracht tot de bouw van een hoop tempels en een paar bestuurlijke hervormingen. In 164 v.Chr. liet Xinyuan een van zijn verwanten een jade vaas met speciale inscripties erop buiten het paleis neerleggen en hij voorspelde ook een teruggang in de baan van de zon. Dit verschijnsel is nooit afdoende verklaard, maar zou in feite een gedeeltelijke zonsverduistering kunnen zijn geweest. Als reactie hierop riep Wendi vrolijk een groot festival over het gehele rijk uit en herstartte de tijdrekening van zijn regering. In 164 v.Chr. echter, bleek Xinyuan een fraudeur te zijn en hij en zijn clan werden geëxecuteerd. Hiermee kwam een einde aan Wendi`s periode van fascinatie voor het bovennatuurlijke.
Toen in 158 v.Chr. de Xion Nu een heftige inval deden in Shang en Yunzhong, ging Wendi op bezoek bij de legerkampen om de verdediging van de hoofdstad Chang`an voor te bereiden tegen een Xion Nu aanval. Het was bij dit bezoek, dat Wendi onder de indruk raakte van Zhou Bo`s zoon Zhou Yafu als militaire commandant. Alle andere generaals lieten alles uit hun handen vallen om de keizer zich welkom te laten voelen. Zhou Yafu bleef echter waakzaam en eiste de juiste militaire afwikkeling van zaken en liet de keizerlijke escorte pas toe toen alle wachten paraat stonden. Later gaf Wendi Kroonprins Qi de opdracht om Zhou Yafu tot zijn bevelhebber van het leger te maken. Dit advies werd opgevolgd tijdens De Opstand der Zeven Staten.
Wendi stierf in de zomer van 157 v.Chr.. Hij werd opgevolgd door zijn oudste zoon, Kroonprins Qi, die de troon besteeg als Keizer Jing, postuum Han Jingdi genoemd. In zijn testament verlaagde hij de gebruikelijke rouw periode tot drie dagen. Hierdoor verminderde hij de last op de bevolking, omdat de gebruikelijke lange rouw periode waarin offergaven, drinken en het eten van veel vlees niet waren toegestaan, erg ingekort werd. Hij gaf ook opdracht dat  zijn concubines naar huis terug mochten gaan. (Normaal gesproken, voor en na Wendi, kregen de concubines die geen kinderen hadden, de taak de keizer zijn tombe voor de rest van zijn leven te bewaken).

## Invloed in de geschiedenis
Wendi is vaak gezien als een van de meest welwillende keizers in de Chinese geschiedenis. In veel opzichten was hij een nog grootsere heerser dan zijn vader Han Gaozu. Zijn regering werd net als die van zijn zoon, Han Jingdi, gekenmerkt door het verlagen van belastingen, economische welvaart, politieke stabiliteit, een wijs confucianistisch bestuur en minder bemoeizuchtige, vrijere wetten. Zijn regering en die van zijn zoon, Han Jingdi, staan bekend als de Regeringen van Wen en Jing en worden gezien als de gouden eeuw van de Westelijke Han-dynastie. Wendi`s regering legde bovenal de basis voor de gigantische machtsuitbreiding en de enorme bloei onder Wendi`s kleinzoon Han Wudi.

## Biseksualiteit?
Zoals reeds opgemerkt, had Wendi een duidelijk voorkeur voor Deng Tong, zonder aanwijsbare reden, en ondanks Dengs duidelijke gebrek aan capaciteiten, bedeelde hij hem veel status en rijkdom toe. Dit heeft, gevoegd bij latere verwijzingen van ambtenaren die Keizer Ai probeerden te beletten te veel gezag te geven aan zijn mannelijke minnaar Dong, waarbij ze Dongs positie vergeleken met die van Deng, geleid tot speculaties dat Wendi een homoseksuele verhouding had met Deng. Het is goed mogelijk, maar ook nauwelijks bewezen met behulp van beschikbaar bewijsmateriaal. In 162 v.Chr. gaf Wendi eerste minister Shentu Jia opdracht Deng een lesje te leren en hem met de dood te bedreigen, voordat hij hem gratie verleende. In Wendi's verzoek aan Shentu om Deng toegeeflijk te behandelen, noemde hij Deng zijn 'nar'. Dit zou eerder duiden op het tegendeel van een romantische relatie.

## Persoonlijke informatie
- Vader
  - Han Gaozu
- Moeder
  - Consorte Bo
- Vrouw
  - Keizerin Dou, moeder van Jingdi, Prins Wu and Prinses Piao
- Belangrijke Concubines
  - Consorte Shen
  - Consorte Ji
- Kinderen
  - Liu Qi (劉啟), Kroonprins (geb. 188 v. Chr., gekroond 179 v. Chr., gestorven 141 BC), later Han Jingdi
  - Liu Wu (劉武), Prins van Dai (gekroond 178 v.Chr.), daarna van Huaiyang (gekroon 175 v.Chr.), daarna van Liang (gekroon 169 v.Chr.) (gestorven 144 v.Chr.), bekend als Prins Xiao van Liang
  - Liu Can (劉粲), Prins van Dai (gekroond 178 BC) (gestorven 161 v.Chr.), bekend als Prins Xiao van Dai
  - Liu Yi (劉易), Prins van Liang (gestorven 169 v.Chr.), door een val van een paard, bekend als Prins Huai van Liang
  - Prinses Changping
  - Liu Piao, Prinses Guantao

## Varia
Bij het mausoleum van Wendi werd in 2023 in een graf het complete skelet gevonden van een reuzenpanda, die blijkbaar was gedood om de keizer op zijn laatste reis te vergezellen.